# Rönnowska skolan

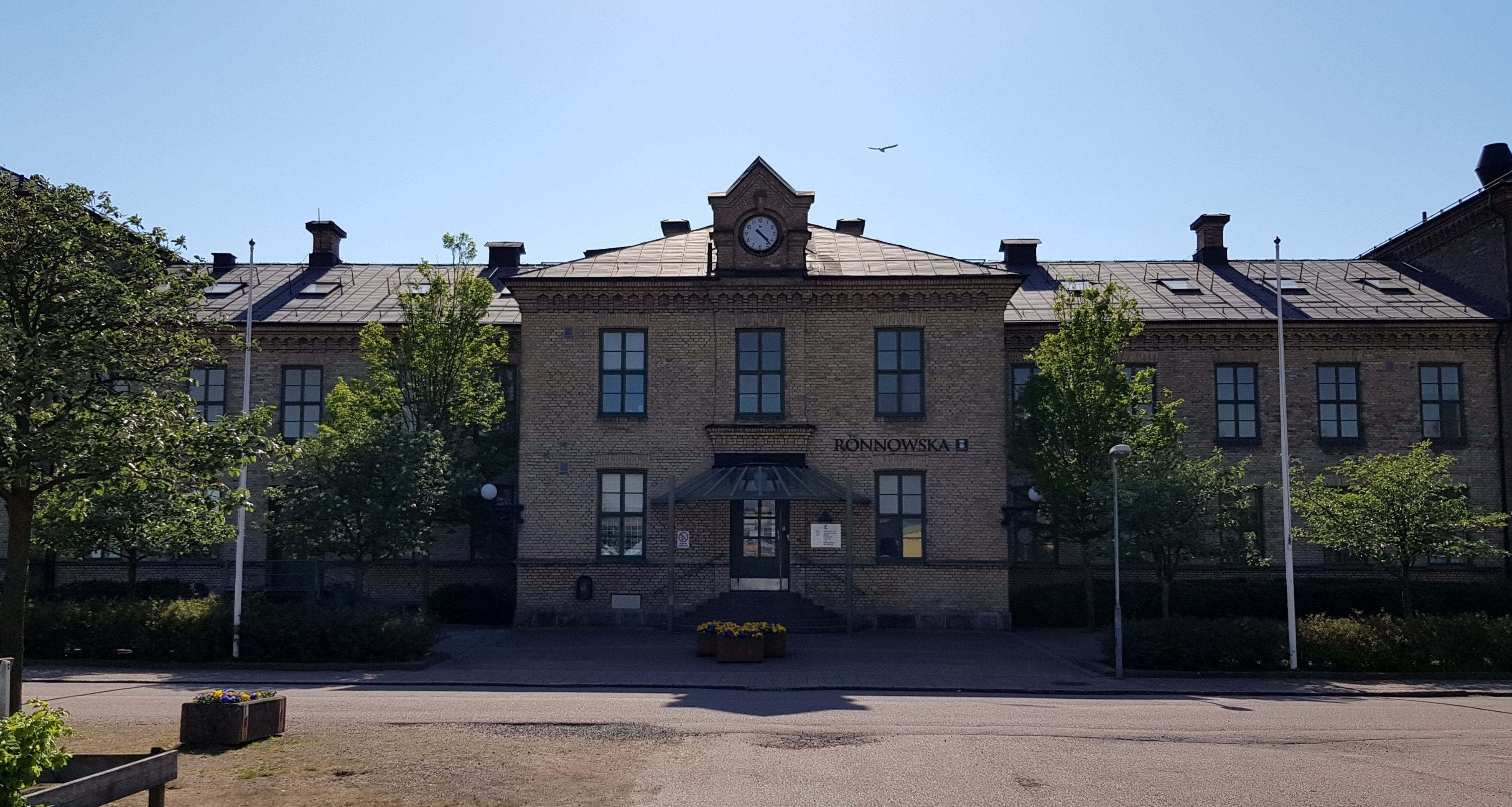
Rönnowska skolan.

Rönnowska skolan är en gymnasieskola i Helsingborg. Skolan är inriktad på yrkesutbildningar såsom El & Energi, Bygg & Anläggning, Fordon & Transport, VVS & Fastighet, Restaurang & Livsmedel, Hotell & Turism, Hantverk och Introduktionsprogram. Sitt namn har skolan fått från guldsmeden Lars Anders Rönnow, som 1834 donerade pengar och markområden till den dåvarande yrkesskolan.
Skolan har från början varit en militärförläggning för stadens husarregemente, och även en fabrik i många olika skepnader.

## Historia
Skolans historia kan dateras tillbaka till 1805, då undervisning inom olika hantverksområden startades av läkaren J. N. Brandt, med lektioner på söndagar och helgdagar. Medel till lärare fick man från Inspektionssällskapet, som leddes av prosten Elias Follin. Sällskapet ställde även upp som övervakare av ordningen i skolan. År 1826 låg söndagsskolan i den norra flygeln på fattighustomten vid nuvarande Konsul Olssons plats. Genom initiativ från borgmästare Håkan Lundberg åtog sig alla skråämbetens mästare att betala en viss summa per kvartal för att finansiera skolans drift och underhåll. Efter sin död 1834 donerade guldsmeden Lars Andreas Rönnow marker och en större summa pengar till skolan, som genom sin avkastning täckte lärarnas löner. Helsingborgs stad började år 1862 ställa upp med medel och undervisningen utökades. Nu hade skolan namnet Tekniska Yrkesskolan och 1886 flyttade man in i lokaler i det gamla läroverket, nu Handelsgymnasiet. När det nya gossläroverket 1898 stod färdigt norr om det gamla utökades skolans lokaler. Genom den nya skolformen 1922 ersattes skolan av Lärlings- och yrkesskolan, som tog över lokalerna, men hade även lokaler i AB Järnindustri och Schmidts Boktryckeri. Senare samma år flyttade man in i en del av husarregementets gamla lokaler på Söder och 1930 flyttades hela verksamheten dit.

### Skolans namn genom tiderna
- 1886 – Tekniska yrkesskolan
- 1887 – Helsingborgs tekniska yrkesskola
- 1888 – Tekniska afton- och söndagsskolan i Helsingborg
- 1892 – Helsingborgs lägre tekniska yrkesskola
- 1920 – Hälsingborgs stads lärlings- och yrkesskolor
- 1922 – Hälsingborgs stads anstalter för yrkesundervisning; tekniska yrkesskolan
- 1933 – Hälsingborgs stads skolor för yrkesundervisning
- 1955 – Hälsingborgs stads yrkesskola
- 1963 – Hälsingborgs stads yrkesskola och tekniska aftonskola
- 1971 – Rönnowska skolan